# Slag om Norg
Das Slag om Norg (auch: KOGA Slag om Norg, zu deutsch: Schlacht um Norg) ist ein niederländisches Straßenradrennen. Dieses Rennen findet in der Provinz Drenthe statt, genauer gesagt im Ort Norg. Ein Teil der Renndistanz des Rennens wird auf unbefestigten Straßen, wie beim italienischen Radrennen Strade Bianche in der Toskana, zurückgelegt.
2012 wurde das Rennen erstmals ausgetragen. Allerdings war das Rennen von 2012 bis 2015 ein Rennen ohne UCI-Status, sondern nur Teil des nationalen Kalenders in den Niederlanden. 2016 wurde es Teil der UCI Europe Tour und dort in der Kategorie 1.2 eingestuft. 2017 erhielt es eine Aufwertung in die Kategorie 1.1.
Die Siegerliste ist bisher geprägt durch den Siege von den einheimischen Radsportlern. 2017 konnte Gianni Vermeersch aus Belgien als erster ausländischer Radrennfahrer das Rennen gewinnen.

## Sieger
- 2021 - abgesagt -
- 2020 - abgesagt -
- 2019  Coen Vermeltfoort
- 2018  Jan-Willem van Schip
- 2017  Gianni Vermeersch
- 2016  Fabio Jakobsen
- 2015  Johim Ariesen
- 2014  Ronan van Zandbeek
- 2013  Gert-Jan Bosman
- 2012  Mike Teunissen